# Tejado bochka
Un tejado bochka o simplemente bochka (en ruso: бочка, barril) es un tipo de techo tradicional de la arquitectura de las iglesias rusas que tiene la forma de medio cilindro con una parte superior elevada y puntiaguda, que se asemeja a un kokoshnik (un tipo de arco conopial). A veces se describen de forma incorrecta simplemente como un tejado abovedado.
Típicamente construido con madera, el techo bochka se usó ampliamente tanto en las iglesias como en la arquitectura civil entre los siglos XVII y XVIII. Más adelante, se usó ocasionalmente en edificios de estilo neorruso.
La intersección de dos bochkas forma un bochka cruzado (en ruso: крещатая бочка) o cubierta de cubo (en ruso: кубоватое покрытие).